# Ras Gharib
Ras Gharib (en árabe egipcio رأس غارب Rās Ġāreb) es el más septentrional de los markazes (municipios) de la Gobernación del Mar Rojo, Egipto, situado en la parte africana del Golfo de Suez, a unos 180 kilómetros al sur de Suez.
Durante un tiempo fue la capital de la Gobernación del Mar Rojo. Tiene una superficie de 10,464.46 km². En el censo nacional de Egipto 2006, tenía una población de 32.369 habitantes.
Es uno de los principales centros de producción de petróleo en Egipto, habiendo albergado las principales petroleras, primero la  Anglo-Egyptian Oil Company (una subsidiaria de la Royal Dutch Shell) y luego la compañía nacional de Egipto, la Egyptian General Petroleum Corporation que es la que gestiona también el puerto, el más importante después del de Suez, para la carga de petróleo. 